# 아프리카풀밭쥐
아프리카풀밭쥐(Arvicanthis niloticus)는 쥐과에 속하는 설치류의 일종이다.

## 특징
아프리카풀밭쥐는 중형 크기의 설치류로 머리부터 몸까지 길이는 159~202mm, 꼬리 길이는 125~173mm, 발 길이는 33~42mm이다. 귀 길이는 19~23mm이고, 몸무게는 최대 201g이다.
털은 거칠다. 상체의 털은 끝이 검고 누르스름하다. 아랫쪽은 노랗거나 오렌지색의 긴 털이 나 있다. 등 쪽에는 진한 줄무늬가 머리부터 꼬리가 있는 엉덩이 부분까지 이어져 있다. 복부 쪽은 희끄무레한 색을 띠며, 피부 쪽은 검다.
수염이 있는 곳, 눈과 각 귀 뒷쪽에는 오렌지색의 작은 반점이 나 있다. 다리는 분홍색이다. 꼬리 길이가 머리부터 몸까지 길이보다 짧고, 윗면은 검고 아랫면은 희고 노란 털이 무성하게 덮여 있다. 핵형은 2n = 62, FN = 62-64이다.

## 아종
6종의 아종이 알려져 있다.
- A.n.niloticus - 이집트 나일강
- A.n.dembeensis  - 수단과 에티오피아, 에리트레아, 탄자니아, 케냐, 부룬디, 우간다, 콩고민주공화국
- A.n.naso  - 예멘
- A.n.rhodesiae  - 잠비아
- A.n.solatus  - 세네갈, 모리타니, 말리, 니제르, 카메룬, 중앙아프리카공화국
- A.n.testicularis  - 수단 중부 나일 강 상류[5]

## 분포
사헬과 수단 사바나 지대에 주로 분포하며, 베넹과 부르키나 파소, 부룬디, 중앙아프리카공화국, 차드, 콩고민주공화국, 코트디부아르, 에리트레아, 에티오피아, 감비아, 가나, 케냐, 말라위, 모리타니, 니제르, 나이지리아, 세네갈, 시에라리온, 수단, 탄자니아, 토고, 우간다, 잠비아에서 발견된다. 알제리와 이집트, 예멘에서 발견되기도 한다.

## 생태
넓은 분포 지역에서 흔하게 발견되지만, 생태와 습성을 잘 알려져 있지 않다. 6월과 11월 사이에 주로 번식을 한다. 암컷은 일년에 3~4번, 5~6마리의 새끼를 낳는다. 야생에서 수명은 2.5~3년 정도이다.

## 서식지
자연 서식지는 건조 사바나 지역과 습윤 사바나 지역, 아열대 또는 열대 기후 지역의 습윤 관목 지대와 경작지, 목초지, 시골과 도시 지역, 관개 토지, 계절성 홍수림 농경지 등이다.